# تاریخ اردبیل پس از اسلام
اشتهار و اهمیت اردبیل تنها از آن جهت نیست که چند تن از پادشاهان ایران آن شهر را قرارگاه خود ساختند، بلکه از آن لحاظ است که سر حلقه فرقه صفویه، شیخ صفی‌الدین، از این جا برخاست و در همین‌جا به خاک سپرده شد.
با ظهور شیخ صفی‌الدین و خاندان صفوی، اردبیل اعتبار ویژه‌ای یافت، به‌طوری‌که این شهر در زمان تیمور، دارالارشاد و در زمان سلاطین صفوی با عنوان دارالامان از جایگاه خاصّ سیاسی، اجتماعی و فرهنگی برخوردار گردید. حکومت صفوی بسیاری از هرج و مرج‌ها را که در ایران وجود داشت، برانداخت و یک حکومت دینی و مذهبی را پایه‌گذاری کرد که به گفته بسیاری از کارشناسان تاریخ، تشکیل دولت یکی از مهم‌ترین وقایع تاریخ ایران به‌شمار می‌آید.
واژهٔ اردبیل واژه‌ای اوستایی است که از دو کلمه آرتا (مقدس) و ویل (شهر) به معنی شهر مقدس ترکیب شده‌است. وسعت این شهرستان ۳۸۱۰ کیلومتر مربّع است و چهرهٔ عمومی شهرستان اردبیل متأثّر از ارتفاعات کوهستان‌های سبلان، تالش و بزغوش است که این عوامل طبیعی سبب محصور شدن آن شده‌اند. اردبیل از مناطق با اهمیت ایران به‌شمار می‌آید و دارای آثار و ابنیه تاریخی و جاذبه‌های طبیعی بسیار زیادی است.

## مدخل
حکومت صفویان را شاید به جرأت بتوان اولین حکومت ایدئولوژیکی به حساب آورد که بنای حکومت خود را بر باورهای صوفی گرایانه قرار داده و از این راه استفاده فرآوان بردند. رهبران اولیه نهضت صفویه و بعدها به میزان کمتری، پادشاهان بعدی، در نزد طرفداران خودشان مقام والای معنوی داشتند. آن‌ها به عنوان مرشد کامل برای خود تصویری معنوی و خدایی ساخته بودند که باعث می‌شد، پیروانشان نسبت به آن‌ها سرسپردگی کامل داشته باشند. از طرف دیگر پادشاهان اولیه صفوی سعی نمودند، از تشکیلات عظیمی که بر اساس باورهای صوفیانه در خانقاه و رباط‌ها شکل گرفته بود، به عنوان نیرویی منسجم و تشکیلاتی برای پیشرفت کارهای تبلیغاتی و حتی نظامی استفاده نمایند. در رأس این تشکیلات عظیم، مقام معنوی خلیفه الخلفا قرار داشت که در نظر صوفیان از اهمیت فراوانی برخوردار بود. این مقام معنوی که بعدها وجودش در تشکیلات حکومت صفوی غیرقابل انکار بود، در طول دوران طولانی حکومت صفویان دچار حوادث و فراز و نشیب‌های گوناگونی شد.

## در سده‌های اولیه دوران اسلامی
اردبیل در زمان حمله اعراب مقرّ مرزبان آذربایجان بوده و حذیفه بن یمان، سردار عرب آن را در سال ۲۲ه‍.ق /۶۴۳. م، به صلح گشود. در این دوره، اردبیل مرکز آذربایجان بود و از میانه تا باجروان در کنار رود ارس و شهر شیز نزدیک مراغه جزو این ایالت محسوب می‌شد. پس از چندی حذیفه به دستور عمر بن خطّاب عزل شد و عتبه بن فرقد به جای او منصوب گشت. در زمان او، مردم اردبیل علیه اعراب شورش کردند. عتبه بن فرقد چون به اردبیل رسید با شورشیان جنگید و بر آن‌ها پیروز شد و غنایم بسیاری از آن‌ها گرفت.
در زمان خلافت علی، ولایت آذربایجان نخست با سعید بن ساریه خزاعی و سپس با اشعث بود. در زمان ولایت اشعث، اکثر مردم آذربایجان اسلام آورده بودند و قرآن می‌خواندند. او گروهی از اعراب اهل عطا و کسانی که از بیت‌المال حقوق سالانه می‌گرفتند را در اردبیل سکونت داد و به آنان دستور داد که مردم این سامان را به اسلام دعوت کنند. اشعث، اردبیل را پایتخت خود ساخت و در مدت حکومت او اردبیل آباد شد. به دستور وی مسجدی در اردبیل بنا کردند و این مسجد بعدها توسعه یافت.
هنگامی که سپاهیان عرب در آذربایجان و اردبیل بودند، عشیره‌های عرب از کوفه، بصره و شام به آن جا روی آوردند. اینان هر چه قدر توانستند، برای خود زمین به دست آوردند و گروهی از ایشان زمین‌های ایرانیان را خریدند و عده‌ای از زارعین نیز برای حفظ خود، زمین‌ها را به آنان سپردند و خود، کشاورز آنان شدند.
در سال ۱۰۷ هجری قمری، یعنی در زمان هشام بن عبدالملک خلیفه اموی، خزرها ازراه دربند گذشته به استان بیلقان در کنار رود ارس حمله بردند و سپس از ارس گذشته به سوی ایران عازم شدند و تمام آذربایجان را گرفته، غارت کردند و اردبیل را ویران ساختند. خزرها همه مردان بالغ شهر را کشتند و زن و فرزندان آنان را به اسیری بردند.
در آن زمان، سه هزار تن مسلمان در اردبیل سکونت داشتند. در اواخر قرن دوم هجری، که آذربایجان همچنان به دست خلفای بغداد اداره می‌شد، یک نهضت مذهبی و اشتراکی به نام خرمدینان پدید آمد.
خرمدینان جمعی از مردم ایران بودند که بر اثر فشار اعراب و سختی‌های زندگی در صدد ترویج آیین مزدک برآمدند و تشکیلات وسیعی را در ایران به وجود آوردند. الگو:صفری، ۱۳۵۰: ۱/ ۳۲ بابک خرمدین در حدود سال ۲۰۱ هجری قمری، به پیشوایی خرمدینان رسید و در اردبیل و حوالی آن مدت ۲۲ سال مبارزه او با دولت عبّاسی طول کشید.
پیرامون علّت نام‌گذاری این نهضت به خرمدینان، برخی از دانشمندان معتقدند که چون بابک از روستایی به نام خرّم در نزدیکی اردبیل برخاسته بود، از این جهت طرفداران وی به خرّمیان یا خرّمدینان معروف گشته‌اند و خواجه نظام الملک می‌گوید که خرّمدین از خوردین گرفته شده و بدان جهت این طایفه به خرّمدین شهرت یافته‌اند.

## در دورهٔ ساجیان
پنجاه سال بعد از شکست بابک خرّمدین، یعنی از سال ۲۷۶ تا سال ۳۱۷ هجری قمری، در آذربایجان سلسله ساجیان به وجود آمد. مرکز ساجیان نخست در مراغه بود، بعداً به اردبیل انتقال یافت. اولاد محمد بن اب السّاج تا سال ۳۲۵ هجری قمری، در اردبیل و بردع و مراغه حکمرانی کردند. نخستین سکّه‌هایی که نام اردبیل دارد، مربوط به این خاندان است.
پس از ساجیان، سلسله دیلمی مسافران یا کنگریان یا سالاریان جای آن را گرفت اما دولت سالاریان نیز مستعجل بود. بانی این سلسله، فردی به نام محمد بن مسافر بود که مرد جنگاوری بود و کم‌کم صاحب قدرت شد و دژ شمیران را، که در ناحیه طارم بود، تصرّف نموده، حکومت وسیعی به نام مسافریان ترتیب داده و قلاع دیگری در آن حدود به دست آورد. بعد از مرگ ابوالمسافر فتح بن محمد الافشین در سال ۳۱۷ هجری قمری، آذربایجان مجدداً به دست خلفای عبّاسی افتاد. در اوایل خلافت عبّاسیان، مراغه و سپس اردبیل و از اواخر دوره‌های خلافت عبّاسیان تاکنون تبریز در میان شهرهای آذربایجان مقام اول را پیدا کرد.
اردبیل به رغم این که در قرن چهارم، هنوز بزرگ‌ترین و مهم‌ترین شهر آذربایجان و نیز مرکز آن ایالت و همچنین قرارگاه لشکریان بود، مع‌الوصف در جنگ «مرزبان» با «دیسم کرد» به دستور «مرزبان» حصار شهر به دست بازرگانان و بزرگان اردبیل ویران گشت.
اردبیل به سبب موقع خاصّ خود، همواره در معرض تهاجم کوه نشینان قفقاز و اقوام دشت‌های جنوبی روسیه بوده‌است، چنان‌که در ۱۱۲ه‍. ق، /۳۱–۷۳۰م. ترکان خزر، از دربندهای قفقاز گذشته و جراح بن عبدالله والی ارمنستان را در دشت بیرون اردبیل کشتند و این شهر را تسخیر کردند. در قیام بابک خرّمی، اردبیل مرکز عملیات افشین بود و آسیب بسیار دید.

## دورهٔ سلجوقیان
در اواخر عهد سلجوقیان که مصادف با قدرت یافتن دولت گرجستان بود، اردبیل از حملات گرجیان آسیب بسیار دید و در ۶۰۵ه‍. ق، /۱۲۰۹م. غارت شد و گفته‌اند که دوازده هزار تن از مردم آن کشته شدند. حمله گرجیان از حوادث ناگوار این عهد است. گرجیان در این دوران، که مدت آن در کتاب‌ها متجاوز از یک قرن نوشته شده، بلای بزرگی برای مسلمانان آذربایجان به ویژه اردبیل بودند و از قتل و آزار آنان خودداری ننمودند. شهرها و روستاها را ویران کردند، مردم بی گناه بسیاری را کشتند. حتی در اردبیل به انتقام سوخته شدگان نخجوان، جمعی را در آتش انداخته و سوزانیدند و از هیچ گونه رفتار ناشایست روی برنتافتند.

## دوره ایلخانان
اردبیل اندکی بعد از هجوم گرجیان، به دست مغولان فتح و غارت شد. چنگیز در سال ۶۱۶ هجری قمری، به ایران حمله کرد و چون سلطان محمد خوارزمشاه شکست خورد و فراری شد، ولایات ایران یکی پس از دیگری در مقابل این سیل خروشان تاب مقاومت نیاورده، سقوط نمودند. پس از حمله چنگیز خان به ماوراءالنهر و خراسان، یمه و سبستای، دو تن از سرداران مغول به دنبال سلطان محمد خوارزمشاه و تعقیب کسان او، شهرهای ایران را به باد غارت و ویرانی دادند. لشکریان مغول بین سال‌های ۶۱۷ و ۶۱۸ هجری قمری، به آذربایجان رسیدند. مردم تبریز انقیاد کردند و نجات یافتند. اما مردم اردبیل مقاومت کردند و دو بار سپاه مغول را عقب راندند، ولی سرانجام مدافعین شهر ضعیف تر گردیده و در نتیجه، شهر اردبیل به دست مغول افتاد و با خاک یکسان گردید و از سکنه بی‌شمار آن، جز آن‌هایی که قبلاً فرار کرده بودند، کسی زنده نماند؛ ولی به زودی اردبیل پس از این واقعه، باز رونق از سرگرفت. در اوایل قرن هشتم هجری قمری، که حمدالله مستوفی از اردبیل دیدن کرده، توابع آن را صد پارچه و حقوق دیوانش را پانصد هزار دینار نوشته‌است.
در عهد ایلخانان مغول، تبریز ترقّی بسیار کرد و به جای اردبیل، مرکز آذربایجان شد، اما با ظهور شیخ صفی الدین سردودمان خاندان صفوی، اردبیل دارالارشاد شد و در زمان شاهان صفوی اهمیتی نوین یافت.
شیخ صفی به هنگام حکومت مغول بر ایران به شهر اردبیل آمده و در آن جا بزیست. شیخ صفی ما بین سال‌های ۱۲۴۹ و ۱۲۵۳م. تقریباً بیست و نه سال یا کمی بیشتر پس از این که مغولان شهر اردبیل را ویران ساختند، متولّد گردید و بعدها به نام شیخ صفی یا شیخ اسحق صفی‌الدین مورد احترام همگان قرار گرفت. شیخ صفی مدعی بود که از نسل موسی کاظم امام هفتم است، و به این وسیله سلسله نسب خود را به علی و محمد می‌رساند. مدت ۲۵ سال شیخ صفی نزد شیخ زاهد گیلانی، که دختر او بی بی فاطمه را به ازدواج خود درآورده بود، تعلیم گرفت. چون شیخ زاهد درگذشت، شیخ صفی جانشین او گردید و شیخ سلسله دراویشی گردید که شیخ زاهد مرشد آنان بود. از نامه‌های مرد بزرگ و مورّخ مشهور دربار ایلخانی، یعنی وزیر اعظم رشیدالدین فضل‌الله همدانی به خوبی بر می‌آید که شیخ صفی‌الدین کم‌کم تا چه پایه جلالت، قدر و شهرت یافته‌است. در یکی از این نامه‌ها، او از شیخ صفی‌الدین اردبیلی استدعا دارد تا موافقت کند، او هر سال در روز میلاد محمد مقداری دوشاب، روغن، گوسفند، قند، عسل و محصولات دیگر به خانقاه او وقف کند. در نامه‌ای دیگر رشیدالدین به فرزند خود میر احمد، که در آن روزگار حکمران اردبیل بود، هشدار می‌دهد که همواره در برخورد با شیخ صفی کمال ادب و احترام را در حقّ او مرعی دارد و از رعایت حال او دمی غافل نماند.
بر طبق یک سند دیگر، اولجایتو، خان مغول که فرمانروای ایران بود، پس از پایان تعمیر پایتختش سلطانیه، در حدود سال ۷۲۰ هجری قمری، مجلس جشنی برپای داشت و اعاظم علما و مردان راه حقّ را دعوت کرد. هنگامی که خان متوجّه عدم حضور شیخ صفی‌الدین شد، پیک مخصوص نزد او فرستاد. اما شیخ صفی‌الدین سالخوردگی خود را بهانه آورد و از حضور در جشن عذر خواست.
شیخ صفی‌الدین که از عرفای نامی دوران اولجایتو و ابوسعید ایلخانی است و عرفا و سالکان طریقت مثل مولانا شمس الدین برنیقی از مقام معنوی او سخنانی گفته و سلاطین زمان به زیارتش می‌شتافته‌اند، چنانچه حتی امیر تیمور گورکانی، که در قساوت و بی‌رحمی شهرت تاریخی دارد، به مقام معنوی شیخ ارادت ورزیده، مزار او را زیارت کرده‌است، پس از مراجعت از آخرین سفر حج و تعیین شیخ صدرالدین فرزند خویش را به عنوان جانشین و صاحب خرقه و سجّاده بعد از خود، در سن ۸۵ سالگی در ظهر روز دوشنبه ۱۲ محرّم به داعی حقّ لبیک گفت.
پس از مرگ شیخ صفی، فرزند دوم وی به نام صدرالدین موسی جانشین پدر شد. صدرالدین موسی روز عید فطر سال ۷۰۴ هجری قمری، از بطن فاطمه خاتون دختر شیخ زاهد گیلانی متولّد گردید و نود سال عمر کرد، در موقع وفات پدرش ۳۱ سال داشت. صدرالدین موسی که ۵۹ سال بر مسند ارشاد نشست، مردی عالم و مفسّر بود و طبع شعر داشت.
بعد از صدرالدین موسی فرزندش خواجه علی معروف به سیاهپوش، صاحب سجّاده گردید و ارشاد مریدان به وی محول شد. گفته‌اند که تیمور چنان شیفتة قدرت جسمانی و شجاعت خواجه علی شده بود که برای خشنودی او دسته‌ای از گرفتاران ترک را که در دیاربکر اسیر کرده بود، آزاد ساخت. این آزاد شدگان که به صوفیان ترک شهرت یافته بودند، به حمایت خواجه علی پرداخته و مدتی مدید در شمار فداییان او و اعقابش به‌شمار می‌رفتند.
بعد از خواجه علی، فرزندش ابراهیم معروف به شیخ شاه جانشین وی شد. او که در سفر حج همراه پدر بود، در بیت‌المقدس به تجهییز جنازه پدر مباشرت کرد و چون به اردبیل بازگشت، به ارشاد مریدان پرداخت و ۲۱ سال به این کار توفیق یافت و در سال ۸۵۱ هجری قمری، هنگام ارتحال به سرای باقی، سجّاده ارشاد را به فرزندش شیخ جنید واگذاشت.

## آق‌قویونلو
شیخ جنید نوادهٔ خواجه علی با اوزون حسن پیشوای ترکمانان آق قویونلو عقد اتحاد بست و خواهر او را موسوم به خدیجه به ازدواج خود درآورد. شیخ جنید در سال ۸۵۱ هجری قمری در اردبیل به جانشینی پدرش شیخ ابراهیم رسید و این امر سخت موجب ناراحتی عموی فاضل و مجرّب و جاه طلب او شیخ جعفر گردید. شیخ جعفر بزرگ‌ترین پسر خواجه علی بود. علی الظّاهر در دوره‌ای که برادرش شیخ ابراهیم سمت ارشاد داشت نیز منشأ خدمات و آثاری بوده‌است. شیخ جنید مردی بود ناراحت و بی آرام و قرار. او نه تنها در تعالیم مخفی و سرّی طریقت خود، که تازه از زمان جدش خواجه علی کاملاً تحت تأثیر مذهب تشیع قرار گرفته بود، تغییراتی داد و آن را تکمیل نمود، بلکه همچنین با جلب کردن بسیاری از مریدان و پیروان تازه، نقشه‌هایی برای به دست گرفتن قدرت در سر طرح کرد. تعداد زیاد صوفیان و پیروان که گرد شیخ جنید فراهم آمده بودند و نفوذ روزافزون شیخ جنید باعث ناراحتی و سوءظنّ شدید جهانشاه فرمانروای قبیله قره قویونلو و سایر امرای آذربایجان در آن روزگار گردید، چون پیروان شیخ جنید با کلّیة افراد خانواده و مایملک خود در جوار او می‌زیستند، اردیبل به صورت لشکرگاهی عظیم درآمده بود.
فلذا شیخ جنید برای رهایی از شرّ دشمنانش، خصوصاً جهانشاه قره قویونلو با تعدادی از مریدانش به دیار بکر رفت و در قلمرو حکومت حسن بیگ آق قویونلو مستقر شد. حسن بیگ که از نظر بلندی قدش اوزون حسن نامیده می‌شد، به رقابت با قره قویونلو، مقدم شیخ جنید را گرامی داشت.
شیخ جنید بعد از وصلت با خواهر اوزون حسن به اردبیل بازگشت، ولی جهانشاه قره قویونلو همچنان از قدرت او بیمناک بود و او را وادار به خروج از این دیار نمود. کسان جهانشاه، شیخ جنید را تشویق کردند که برای جهاد با چرکس‌ها به قفقاز برود و شیخ به اجبار تمکین نمود، لیکن هنگام عبور از بیشه‌های شیروان، لشکریان «سلطان خلیل» حاکم شیروان، که به دستور محرمانه جهانشاه مأمور دفع شرّ شیخ شده بودند، به اردوی وی حمله کردند. شیخ و مریدانش دلاوری‌ها نمودند و سرانجام در سال ۸۶۰ هجری قمری، چرکسیانی که در سپاه سلطان خلیل بودند، شیخ را کشتند.
یک ماه پس از مرگ شیخ جنید، خدیجه بیگم در «آمد» پسری زاد که حیدر نام گرفت. اوزون حسن شخصاً قیمومت این جوان‌ترین فرد خاندان صفوی را به عهده گرفت و شیخ حیدر در پایتخت آق قویونلو رشد می‌کرد تا این که ازون حسن در جنگ قطعی خود با قره قویونلو فاتح شد و از آن پس تبریز به جای «آمد»، مرکز حکومت اوزون حسن گردید. در این زمان، شیخ حیدر نه ساله به اردبیل رفت تا رسماً جانشین پدر خود شود.
بر نفوذ و اعتبار شیخ حیدر بر اثر واقعه‌ای که اوزون حسن و صفویه را بیش از تمام اتفاقات گذشته به هم نزدیک ساخت، باز در انظار افزوده تر شد. این واقعه وصلت حیدر بود با دختر بزرگ اوزون حسن که ثمره ازدواج او با «دسپینا خاتون» «آمد» شاهزاده خانم ترابوزانی بود.
شیخ حیدر پس از آن که از سوی اوزون حسن به عنوان پیر و مرشد طریقت در اردبیل منصوب شد، بیش از همه مشتاق این بود که انتقام خون پدر خود را از شیروانشاه بگیرد و همواره کوشا بود تا مقاصدی را که شیخ جنید نتوانست عملی سازد، تحقّق بخشد. سراسر سال هم، خود را وقف تسلیح پیروان خود کرده بود. به این لحاظ، او تمام بقعه و حتی اتاق‌های مسکونی خود را به قورخانه و انبار اسلحه مبدل ساخت.
شیخ حیدر که مردی مصمم و با هدف بود، خیلی بیشتر از پدرش شیخ جنید توانست از پیرامون طریقت درویشی، جمعی مردم جنگجو بسازد و آن‌ها را وسیله رسیدن به هدف خود، که تحصیل اعتبار و نفوذ سیاسی بود، قرار دهد.
کار تسلیحات حیدر و گردآوردن جنگجویان راه طریقت، که دارای لباس‌های متحدالشکل بودند، در سال ۸۸۸ هجری قمری، تا به جایی رسید که او تازه بیست و دو سال داشت- توانست نخستین اقدام خود را در جنگ با چرکس‌های مسیحی عملی سازد. به اعتقاد نگارنده، شیخ حیدر از این اقدام خود قصد کشورگشایی و فتوحات نداشته، بلکه هدف او به دست آوردن غنایم جنگی از این رهگذر بود، تا بر تعداد طرفداران و حامیانش بیافزاید و بتواند به هواخواهان خود مزدی بدهد.
راهی که به سرزمین چرکس‌ها واقع در شمال قفقاز منتهی می‌شد، اضطراراً از دربند مستحکم می‌گذشت. این راه در سرتاسر ساحل غربی دریای خزر کشیده شده‌است. دربند در موضعی است که در آنجا کوه چنان به ساحل نزدیک می‌شود که فقط از معبر تنگی از آن جا عبور میسّر است. به همین دلیل دربند را موضعی غیرقابل تسخیر می‌دانستند و به آن لقب دروازه آهنین داده بودند. برای رسیدن به داغستان، شیخ حیدر به موافقت و اذن فرمانروای آن سرزمین یعنی شیروانشاه احتیاج داشت، این اجازه نیز- هر چند با بی میلی- به او داده شد، زیرا شیخ حیدر فرمان شاه یعقوب را در این باره ارائه داد. قسمتی از قبیله‌های چرکسی به محض مطّلع شدن از حرکت شیخ حیدر، آهنگ بازگشت کردند و بقیه آماده دفاع شدند. کار به جنگی انجامید که با پیروزی تام و تمام شیخ حیدر پایان یافت.
شیخ حیدر در آخرین سال‌های حیات خویش به خونخواهی پدر به شیروان لشکر کشید و با شیروانشاه فرخّ یسار جنگ کرد. در این ایام، اوزون حسن درگذشته و سلطان یعقوب جانشین او شده بود. او از قدرت شیخ حیدر می‌ترسید و با آن که زن شیخ خواهر او بود، بنای مخالفت با وی گذاشت و سپاهی به سرکردگی سردار معروف خود «سلیمان اوغلی» به کمک شیروانشاه فرستاد. در میدان محاربه، سلطان حیدر دلیری‌ها کرد و شخصاً به قلب سپاه دشمن حمله برد و حتی به قول بعضی، سلیمان اوغلی را از اسب به زیر انداخت، ولی در اثنای معرکه تیری بر حلقومش برخورد و روز پنج شنبه ۲۰ رجب ۸۹۳ هجری قمری، کشته شد. مریدان جنازه شیخ حیدر را محرمانه در جایی به خاک سپردند و علامت گذاشتند تا به دست دشمن نیفتد و مورد بی‌احترامی قرار نگیرد. در سال ۹۱۵ هجری قمری، که شاه اسماعیل از شیروان بازمی‌گشت، جنازة پدر را با خود به اردبیل آورد و در جوار قبر شیخ صفی الدین دفن نمود.
به دیگر سخن، زمانی که شیخ حیدر به دست دشمنان خود افتاد، علی آقا که دربان سلطان یعقوب بود، سر شیخ را از بدن جدا ساخت و آن را نزد امیران ترکمن برد. به فرمان یعقوب، جمجمة شیخ حیدر مقتول را در اوایل ماه اوت در کوچه‌های تبریز گرداندند و آنگاه آن را به بی حرمتی تمام از موضعی آویختند. کسی این سر را ربود و مخفی کرد تا این که فرزند حیدر، شاه اسماعیل مؤسّس سلسلة صفوی زمانی که پیروزمندانه به پایتخت آق قویونلو وارد شد. کسی که سر را مخفی کرده بود و از پیروان صفویه بود، جمجمه را به خدمت شاه اسماعیل آورد و پاداش شایانی دریافت کرد. جسد شیخ حیدر را قزلباش‌ها در حال ماتم شستند و در کفن پیچیدند و در دهکدة «الفندیار» در ناحیة «ده کندی» دفن کردند. هنگامی که شاه اسماعیل پس از تقریباً بیست و دو سال، دومین لشکرکشی خود را به شیروان کرد، در ناحیه «ده کندی» امر به نبش قبر پدرش کرد و بقایای او را به اردبیل برد و در آرامگاه باشکوهی به خاک سپرد.
پس از قتل شیخ حیدر، سه فرزند صغیر او به امر یعقوب دستگیر و به فارس تبعید شدند و در قلعة استخر محبوس گشتند. این حبس چهار سال طول کشید و چون یعقوب درگذشت، آنان از زندان رهایی یافتند و راه اردبیل پیش گرفتند. علی، که فرزند بزرگ‌تر بود، صاحب سجّاده ولایت شد و به کمک مریدان در نزدیکی‌های اهر با شیروانشاه جنگ کرد و او را مغلوب نمود، ولی رستم میرزا آق قویونلو، که بعد از سلطان یعقوب جانشین وی شده بود، از ازدیاد نفوذ علی بیمناک گشته، بنای مخالفت با وی گذاشت. رستم میرزا از راه خدعه و حیله وارد شد و علی را از راه مهر و محبّت به تبریز فراخواند، ولی سلطانعلی در تبریز از نیرنگ او آگاه شد و به اردبیل بازگشت. رستم میرزا که با دقّت نقشه‌های خود را طرح کرده بود، از این که نتوانسته بود سلطانعلی را به چنگ بیندازد، سخت خشمگین گردید و چهار هزار سوار به تعاقب وی فرستاد؛ سواران در شام اسبی، که دهی است در یک فرسخی اردبیل، به او رسیدند و در نبردی که رخ داد، او را کشتند.
ابراهیم فرزند دوم شیخ حیدر نیز پس از چندی به علّت بیماری درگذشت و به این ترتیب ریاست مریدان به اسماعیل، که طفل کوچکی بود، رسید. اسماعیل در لاهیجان اقامت کرد و مورد احترام و حمایت «میرزا علی کارکیاً» حاکم آنجا، قرار گرفت. اسماعیل کوچک‌ترین فرزند شیخ حیدر بود و روز سه شنبه ۲۵ رجب ۸۹۲ هجری قمری، یک سال قبل از قتل پدر تولّد یافته بود. او تا شش سالگی در قلعة استخر بود و در آن جا از ملاطفت‌هایی که منصور بیگ پرناک فرمانروای قلعه نسبت به این سه کودک می‌نمود، بی‌بهره نبود. زیرا او از طرفداران امام علی و از ارادتمندان شیخ صفی الدین بود و از این رو مخفیانه از سه محبوس صغیر حمایت می‌کرد.

## صفویان
شاه اسماعیل اول صفوی قیام مؤثر خود را بر ضد امیران آق قویونلو به سال ۹۰۷ از هجری قمری، اردبیل آغاز کرد ولی پایتخت خود را به تبریز انتقال داد. با وجود این، اردبیل به سبب آن که مدفن شیخ صفی الدین بود، پایتخت معنوی شاهان صفوی به‌شمار می‌رفت و از تقدس و احترام خاصّی بهره‌مند بود.
شاهان صفوی هرگاه که فرصتی به دست می‌آوردند، برای زیارت قبر جد خود به آن جا می‌رفتند. شاه عبّاس بزرگ از نیم فرسنگی شهر، چکمه و پاپوش از پا درمی‌آورد و با پای برهنه، پیاده به زیارت آرامگاه جدش می‌شتافت.
شهر اردبیل در عهد صفویه به حد اعلای ترقّی خود رسید. مردم اردبیل تا قرن هشتم هجری قمری، شافعی مذهب بودند. اما در قرن نهم هجری قمری، در زمان خواجه علی معروف به سیاهپوش نهضت تشیع در اردبیل بروز کرد و در اواسط این قرن بود که مریدان شیخ صفی به عنوان جهاد مذهبی به کشورهای مجاور، داغستان و چرکسان و گرجستان حمله می‌بردند. سرانجام همین نهضت تشیع موجب تشکیل دولت جدید صفوی گردید. اردبیل در زمان سلطان جنید، جد شاه اسماعیل اول در شمار شهرهای محترم و مقدس شیعیان مانند مکّه، نجف، مشهد و کربلا درآمد. در دورة صفوی، اردبیل دارالامان و بست و پناهگاه مجرمان بود و شاه عبّاس در شعبان ۱۰۱۴ هجری قمری، فرمانی صادر کرد که اردبیل که به وسیله امیر تیمور گورکان دارالامان اعلام شده بود، همچنان دارالامان باقی بماند.
نام اردبیل در جنگ‌های ایران و عثمانی مکرّر آمده‌است. شاه تهماسب دوم پس از فتح تبریز به دست ترکان عثمانی، از آنجا به اردبیل و سرانجام به قزوین و تهران گریخت. آذربایجان موقّتاً زیر فرمان ترکان عثمانی قرار گرفت ولی نادر شاه، عثمانیان را در سال ۱۱۴۲ هجری قمری، بیرون راند و چند سال بعد در مغان تاج‌گذاری کرد و تشریفات این تاج‌گذاری در اردبیل به عمل آمد. بعد از انقراض صفویه، اردبیل اهمیت و اعتبار اولیة خود را از دست داد و در این امر، خواست نادر شاه اثر مستقیم داشت، زیرا که او از صوفیان و شیخاوندان صفوی اردبیل بیم داشت و از هر اقدامی که موجب تضعیف آن‌ها می‌شد، خودداری نمی‌نمود و برای از بین بردن علاقه مندان مؤثّر خاندان شیخ صفوی همواره تلاش می‌نمود.
در جنگ‌های ایران و روس، اردبیل به صورت آمادگاهی برای تهیه نیازمندی‌های سپاه اردبیل و ایران درآمد و نارین قلعة معروف، که در زمان خود از قلاع مهم و معتبر ایران بود، به وسیله افسران فرانسوی همراه ژنرال گاردان مرمت یافت و در پایان جنگ‌های مذکور نیز این قلعه پناهگاهی برای قشون ایران گردید. در این دوره، اردبیل مستقیماً در جبهة جنگ قرار نگرفت ولی در جنگ‌های ۴–۱۲۴۲ هجری قمری، پاسکوویچ سردار روسی اردبیل را تسخیر و موقتاً اشغال کرد و قسمت عمدة کتابخانه معروف بقعة شیخ صفی الدین به سن پطرزبورگ حمل شد و در موزه ارمیتاژ جای گرفت. در زمان ناصرالدین شاه قاجار، در بقعه تعمیراتی شد و بقیه کتابخانه آن را به تهران حمل کردند. شهر اردبیل در دوره قاجاریه رونق و شکوه دوره صفویه را نداشت و حوادث پس از انقراض صفویه، آسیب فراوان به این شهر وارد کرد. اما بعد از صفویه نیز مردم ایران مخصوصاً شیعیان به اردبیل اهمیت بسیار می‌دادند و تا اواخر قاجاریه به زیارت این مقبره می‌رفتند.

## قاجار
اردبیل در این زمان، مخزن کالاهایی بوده که از تفلیس، دربند و باکو به تهران و اصفهان حمل می‌شد و بازارهای پررونقی داشت. استحکامات شهر متوسّط و شهر از نظر وجود ساختمان‌های خوب در مضیقه بود؛ تجارت این شهر نیز به سبب بندر آستارا، که در ۷۲ کیلومتری آن است، مهم بوده و شهر کاروان سراهای معتبر داشته‌است و بهترین صادرات آن خشکبار، قالی و پشم بوده‌است. در عهد فتحعلی شاه، بین ایران و روسیه تزاری دو بار جنگ اتفاق افتاد و چنان‌که از تاریخ بر می‌آید، این دوره یکی از ادوار مصیبت بار ایران بود و در جنگ‌های طولانی که بین این دو کشور روی داد، جمع کثیری از مردم ایران و سکنه اردبیل به خاک سیاه نشستند و قسمت اعظمی از خاک ایران یعنی قفقاز و ارمنستان با هفده شهر مهم و معروف آن‌ها به تصرّف روس‌ها درآمد.
وقتی که عباس میرزا از قشون روس شکست خورد، برای جمع‌آوری نیرو به تبریز آمد و به این خیال که زمستان مانع حمله روس‌ها خواهد شد، به تهیه نفرات و فراهم کردن سلاح برای جنگ‌های بهاره پرداخت، لیکن ژنرال مدداف فرمانده روسی قره باغ از موقعیت سواستفاده کرده، از رود ارس گذشت و راه تبریز پیش گرفت. عباس میرزا دستور داد که برای تأمین غذای شش ماهه اهالی تبریز اقدام کنند؛ زیرا قصد داشت از این شهر دفاع نماید. فرمانده روسی چون از این امر آگاه شد، به جای آن که نیروی خود را در محاصره تبریز صرف کند، از راه مشگین شهر عازم تسخیر اردبیل گردید. قلعه اردبیل در این زمان فاقد نیروی کافی بود، زیرا آن‌ها را برای دفاع از حدود ارس اعزام داشته بودند. حاکم اردبیل، که اسکندر خان قاجار بود، متوجّه این نقص گردیده بود و به دفعات ضعف نیروی دفاعی شهر را به نایب السّلطنه اعلام کرده و حتی خود برای عرض گزارش به تبریز رفته بود.
عباس میرزا به محض آن که از تصمیم فرمانده روسی اطّلاع یافت، فرزند خود جهانگیر میرزا را به اردبیل اعزام داشت و فوج شقاقی را به فرماندهی سلیمان خان گیلک در اختیار وی گذاشت تا به حفظ و حراست قلعه بپردازند. جهانگیر میرزا با عجله خود را به سراب و از آن جا با سه چهار دسته سرباز به اردبیل رسانید. این اوضاع مقارن با زمانی شد که فرمانده روسی به قره‌سو، در دو فرسخی اردبیل رسید، و چون از ورود نیروی امدادی برای دفاع از این شهر آگاه شد، به طرف مغان، که محل قشلاق احشام و ایلات عشایر بود، متوجّه گردید و آن‌ها را چاپیده با خود برد.
در سال ۱۲۴۶ هجری قمری، عبّاس میرزا نایب السّلطنه، که در عین حال والی آذربایجان بود، حکومت اردبیل را به دو فرزند خود داده و از این دوران است که نارین قلعة اردبیل به علّت استحکام آن، تبعیدگاه مخالفان حکومت گردید.

## مشروطه
اردبیل در مشروطیت ایران سهم بزرگی داشت. با پیشبرد مشروطه خواهی، اولین انجمن ولایتی اردبیل در سال ۱۳۲۶ هجری قمری، تشکیل گردید ولی با پیش آمدن استبداد صغیر، این قبیل مجامع عموماً بسته شد و جزء فعالیت‌های زیرزمینی گردید و کسانی مثل ملّا امام وردی و مشهدی حسین آخوندزاده و میرزا محسن امام زاده و دیگران کشته شدند و چون محمد علی شاه از سلطنت خلع گردید، جمعی از سران استبداد مانند خادم باشی، مبشّر، مؤتمن، مشیرالتجّار و غیر هم که برای تشکیل انجمن شهری به نارین قلعه دعوت شده بودند، در یکی از اتاق‌های آن جا تیرباران شدند؛ ولی دولت روسیه که با خلع محمد علی شاه مخالف بود، رحیم خان رئیس طایفة جلبیانلو را در قراچه داغ با پول و سلاح مجهز کرد و او رؤسای سی و دو طایفة شاهسونان را که در منطقه وسیع ولایت اردبیل زندگی می‌کردند، با خود هم داستان کرده، اردبیل را محاصره کرد و شهر پس از بیست روز مقاومت در ۲۲ شوال ۱۳۲۷ ه‍. ق، سقوط کرد و بی‌رحمانه غارت شد.
پس از این واقعه، دولت روسیه به بهانه حفظ جان و مال اتباع خود، از طریق بندر آستارا در اردبیل نیرو پیاده کرد و در اندک زمانی این شهر را اشغال نمود. دولت مرکزی یپرم خان را برای تنبیه عشایر به اردبیل فرستاد و او اگرچه آنان را شکست داد و تنی چند از رؤسای آن‌ها را به اسارت درآورد، ولی به سبب حضور ارتش روسیه تزاری در اردبیل، که تا انقلاب اکتبر ۱۹۱۷ میلادی در آن جا مستقر بودند، تنبیه کامل غارتگران میسّر نگردید. در جنگ جهانی اول، که دامنه آن به ایران نیز کشیده شد، چندی هم سربازان عثمانی به این شهر درآمدند و فرقه‌ای به نام فرقه اتّحاد اسلامی به وجود آوردند. پس از انقلاب اکتبر روسیه، جمعی از جوانان کمونیست قفقاز از راه آستارا به اردبیل آمدند، ولی طوایف اطراف جمع زیادی از آن‌ها را کشته، سلاح هایشان را به یغما بردند. قبل از کودتای ۱۲۹۹ شمسی، اردبیل به سبب خودسری عشایر شاهسون از لحاظ امنیت وضع مساعدی نداشت. بعد از کودتا، دولت مرکزی در صدد تخته قاپو کردن آن‌ها برآمد و سرانجام موفّق به سرکوبی و جمع‌آوری سلاح‌های ایشان گردید و امنیت به اردبیل بازگشت.حاج باباخان اردبیلی از مهم‌ترین شخصیت‌های تأثیرگذار در تاریخ مشروطه می‌باشد.